# ASt HG 2/4
Die HG 2/4 5 bis 8 waren meterspurige Dampflokomotiven für kombinierten Adhäsions- und Zahnradantrieb der Appenzeller Strassenbahn (ASt). Sie wurden 1904 und 1909 von der Schweizerischen Lokomotiv- und Maschinenfabrik (SLM) geliefert und waren die ersten Maschinen mit einem Antrieb nach dem System Winterthur.

## Geschichte
1889 nahm die Appenzeller Strassenbahn auf der Strecke St. Gallen–Gais den Betrieb auf. Für die 1904 eröffnete Fortsetzung von Gais nach Appenzell mussten zusätzlich zwei Dampflokomotiven beschafft werden. Die 1889 und 1890 abgelieferten Lokomotiven HG 2/3 1–4 mit Klose-Lenkwerk waren kompliziert und bewährten sich nur zum Teil. Sie wurden stark beansprucht, was sich im aufwendigen Unterhalt und den vielen Störungen zeigte. Für die neuen Lokomotiven war eine möglichst einfache Konstruktion mit genügender Kurvenbeweglichkeit und die Beförderung einer Anhängelast von 50 Tonnen verlangt.

## Konstruktion

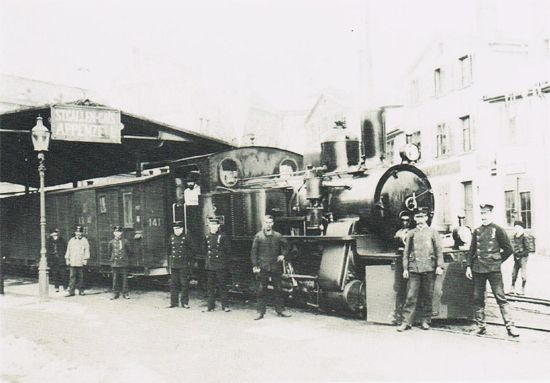
Lokomotive Nr. 5 „Appenzell“ vor der ursprüngliche Abfahrtsstelle auf dem Bahnhofplatz St. Gallen.

Bei Schmalspurlokomotiven mit gemischten Adhäsion- und Zahnradantrieb war es nicht leicht, die Triebwerke unterzubringen. Die vier von der SLM in Winterthur entworfenen und gebauten Nassdampflokomotiven waren die ersten Lokomotiven mit einem Antrieb nach dem System Winterthur. Die vier Zylinder des Adhäsions- und Zahnradantriebs waren in einem gemeinsamen Gussblock übereinander angeordnet. Die beiden aussen liegenden Hochdruckzylinder trieben die zwei gekuppelten Adhäsionstriebachsen an. Über diesen lagerten die Niederdruckzylinder, die über eine Welle das Zahnrad antrieben. Das System Winterthur ermöglicht eine gute Zugänglichkeit und damit eine einfachere Wartung des Triebwerks.

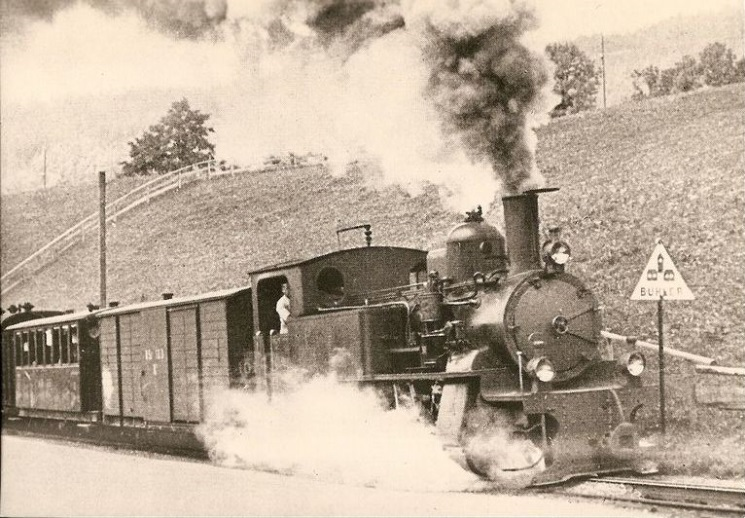
HG 2/4 6 „Säntis“ auf dem Zahnstangenabschnitt Strahlholz ob Bühler.

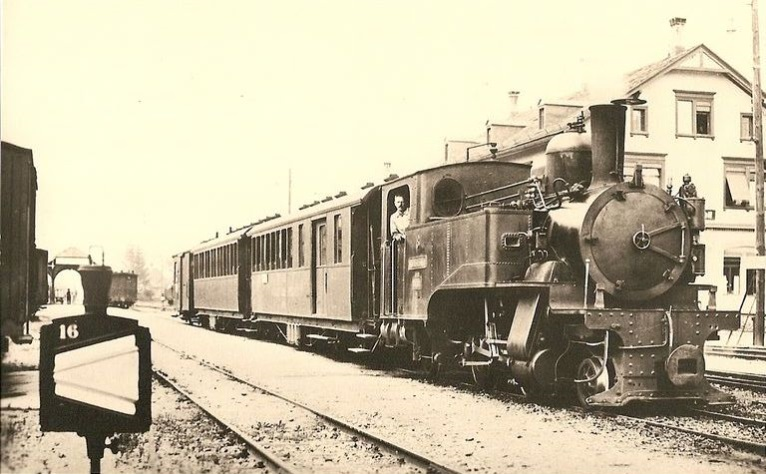
Maschine Nr. 6 „Fröhlichsegg“ mit den Wagen CF4, BC4 und Z in Appenzell.

Beim Adhäsionsbetrieb arbeiteten die unteren Zylinder allein wie bei einer gewöhnlichen Zwillingslokomotive. Auf den Zahnstangenabschnitten arbeitete die Lokomotive in Verbundwirkung, indem der Dampf nach Durchströmung der unteren Adhäsions-Hochdruckzylinder in die oben liegenden Zahnrad-Niederdruckzylinder geleitet wurde. Bedingt durch das Übersetzungsverhältnis von 1 : 2,21 des Vorgeleges arbeitete das Zahnradtriebwerk doppelt so schnell wie das Adhäsionstriebwerk und mit entgegengesetzter Arbeitsrichtung. Der dadurch bedingte höhere Dampfverbrauch glich die Expansion des Dampfes aus, weshalb sowohl Hochdruck- als auch Niederdruckzylinder mit dem gleichen Durchmesser ausgestattet werden konnten. Durch die Verbundwirkung wurde der Dampf besser ausgenutzt und es ergab sich ein guter Ausgleich zwischen dem Zahnrad- und dem Adhäsionsantrieb, der das Schleudern des Adhäsionsantriebs verminderte. Beim Anfahren auf einem Zahnstangenabschnitt konnte der Kesseldruck direkt auf die Niederdruckzylinder geleitet werden.
Die Maschinen mit einer vorderen und hinteren Laufachse hatten eine Höchstgeschwindigkeit von 30 km/h auf Adhäsionsstrecken und von 24 km/h auf der Bergfahrt bzw. 18 km/h auf der Talfahrt von Zahnstangenabschnitten. Die Lokomotiven waren mit einer Gegendruckbremse, einer Westinghouse-Bremse, einer Handbremse, einer auf das Triebzahnrad wirkenden Bandbremse und einer auf der vorderen Kuppelachse angebrachten Zahnrad-Notbremse ausgerüstet. Die Ausstattung der Lokomotiven wurde ergänzt mit einem Hasler-Geschwindigkeitsmesser und einer Vorrichtung für eine Dampfheizung. Die 1904 gelieferten Maschinen kosteten 55'000 Franken pro Stück, die Lokomotiven der zweiten Lieferung 61'600 Franken. Sie waren damit deutlich günstiger als ihre Vorgänger HG 2/3.
Die Lokomotive Nr. 6 wurde im Jahre 1918 mit einem Schmidt-Dampfüberhitzer ausgestattet.
| Nummer | Name         | Baujahr | Ausrangiert |
| ------ | ------------ | ------- | ----------- |
| 5      | Appenzell    | 1904    | 1932        |
| 6      | Säntis       | 1904    | 1931        |
| 7      | Gäbris       | 1909    | 1931        |
| 8      | Fröhlichsegg | 1909    | 1934        |